# Самочкин, Анатолий Васильевич
Анатолий Васильевич Самочкин (1 мая 1914, Рыбинск, Ярославская губерния — 15 мая 1977, Горький) — Герой Советского Союза, лётчик-штурмовик, подполковник.

## Биография
Родился 1 мая 1914 года на борту парохода Симбирского пароходства, капитаном которого был его отец. Во время рождения пароход проходил мимо города Рыбинска Ярославской губернии, а когда при крещении в местной церкви батюшка отказался указывать местом рождения каюту парохода, отец назвал свой родной город — Буинск ныне Республики Татарстан. Поэтому в разных документах местом рождения указывается то Буинск, то Рыбинск. Русский.
В 1923 году семья Самочкиных переехала в Рыбинск. Окончил 7 классов, а в 1932 году — судомеханическое отделение школы фабрично-заводского ученичества при Судоверфи имени Володарского (ныне Верфь братьев Нобель) с присвоением квалификации 1-го помощника машиниста пароходов и слесаря 5-го разряда.
С 1932 по 1934 года — помощник машиниста, затем машинист на пассажирских и буксирных судах по рекам Волга, Молога, Шексна. Работу совмещал с учёбой в Рыбинском аэроклубе. С 1934 по 1937 годах работает на Рыбинском моторостроительном заводе сначала слесарем, затем мастером, начальником смены. Одновременно он учится летать на планёре и самолёте У-2 в аэроклубе Осоавиахима.
В 1937 году поступает в Ульяновское лётное училище. В 1939 году оканчивает его и работает лётчиком-инструктором Сталинградского аэроклуба. В конце 1939 года переводится на работу в Рыбинский аэроклуб Осоавиахима.
В апреле 1941 года призывают в Красную Армию в ряды ВВС. В городе Кировограде (Украина) он принимает присягу и оканчивает курсы командиров звеньев ВВС. Затем ему присваивают звание младшего лейтенанта и направляют в 160-й резервный авиаполк. После обучения полётам на самолётах СБ и Су-2 Самочкина переводят в город Харьков в 289-й ближнебомбардировочный авиационный полк.

### Великая Отечественная война
С началом Великой Отечественной войны — в составе 63-й смешанной авиадивизии 40-й армии сражается на Юго-Западном фронте. Его первый боевой вылет состоялся на лёгком бомбардировщике Су-2 19 августа 1941 года с аэродрома города Богодухова Харьковской области. К 13 сентября 1941 года на его счету было 13 боевых вылетов. 16 октября 1941 года во время 46 боевого вылете в районе города Старый Оскол Анатолий Васильевич был ранен и направлен для лечения в город Воронеж. Здесь ему была вручена первая правительственная награда — орден Красного Знамени.
В декабре 1941 года Самочкину было присвоено звание лейтенанта. 12 февраля 1942 года его перевели в 209-й ближнебомбардировочный авиационный полк. 16 февраля 1942 года во время тяжёлого воздушного боя в районе Беленихино самолёт Анатолия Васильевича был сбит неприятелем, однако ему удалось посадить горящую машину на территории, удерживаемой Красной Армией.
Указом Президиума Верховного Совета СССР «О присвоении звания Героя Советского Союза начальствующему и рядовому составу Красной Армии» от 27 марта 1942 года за «образцовое выполнение боевых заданий Командования на фронте борьбы с немецкими захватчиками и проявленные при этом отвагу и геройство» удостоен звания Героя Советского Союза с вручением ордена Ленина и медали «Золотая Звезда».
К 4 апреля 1942 года на счету Самочкина было 135 боевых вылетов. В июле 1942 года был назначен командиром звена, ему присваивается звание старшего лейтенанта. 12 сентября 1942 года перевели в 15-й отдельный разведывательный авиационный полк и назначали командиром отдельной разведывательной эскадрильи корректировщиков.
В ноябре 1942 года в составе 2-й воздушной армии сражается на Воронежском фронте. В феврале 1943 года Анатолию Васильевичу было присвоено воинское звание капитана. В марте 1943 года его направили в город Рассказово для знакомства с новой техникой — самолётом Ил-2. Участвовал в комплектовании эскадрильи новыми самолётами. 2 апреля 1943 года его вызвали в Москву, где М. И. Калинин вручил ему орден Отечественной войны II степени. В мае-августе 1943 года принимал участие в боевых действиях в составе 2-й воздушной армии на Курской дуге на самолётах Ил-2. В августе 1943 года лётчик получает приказ о направлении на учёбу в Военно-Воздушную академию командно-штурманского состава.
За время боевых действий на фронтах Великой Отечественной войны совершил 198 боевых вылетов в тыл к немецко-фашистским захватчикам, лично уничтожил 2 самолёта противника, 26 танков, 32 орудия на огневых позициях, 2 железнодорожных эшелона, около 120 автомашин и до 1500 человек живой силы врага.
С сентября 1943 по ноябрь 1945 года учился в Монинской академии в Московской области. 24 июня 1945 года он принимал участие в Параде Победы в составе слушателей академии. В ноябре 1945 года после сдачи экзаменов ему было присвоено очередное воинское звание майора.

### После войны
9 января 1946 года Самочкин А. В. женился на Бухарцевой Александре Васильевне. С февраля 1946 по октябрь 1948 года он служил в городе Пхеньяне (КНДР) в должности заместителя командира 206-го штурмового авиационного полка 224-й штурмовой авиационной дивизии. 8 апреля 1947 года у Самочкина родился сын Вячеслав.
В октябре 1948 года полк, в котором служил Анатолий Васильевич, был переведён в Приморье. С ноября 1948 по март 1951 года был командиром 206-го штурмового авиационного полка. С марта 1951 по октябрь 1952 года проходил службу в городе Дальний (Китай) сначала в должности начальника огневой подготовки смешанного авиационного корпуса, затем заместителя командира авиаполка.
18 июля 1952 года у Анатолия Васильевича родился второй сын Юрий.
В октябре 1952 года боевые самолёты полка совершают сложнейший перелёт по маршруту Цзиньчжоу — Мукден — Дуньхуан — Бабстово. Самолёты полка вёл Самочкин А. В. В июне 1954 года лётчику было присвоено звание подполковника. С 1957 по 1961 год был старшим офицером отдела боевой подготовки в штабе ВВС Дальневосточного военного округа города Хабаровска. В августе 1961 года уволился в запас.
В ноябре 1961 года он переезжает с семьёй в город Горький. В сентябре 1963 года устроился на завод «Теплообменник». Сначала работал слесарем-испытателем, затем — мастером цеха. В сентябре 1974 года Анатолий Васильевич увольняется с завода. Вёл активную общественную работу с молодёжью, участвовал в деятельности Всесоюзного общества «Знание».
15 мая 1977 года после обширного инсульта скончался. Похоронен на Мемориальном кладбище Ленинского района города Горького (ныне Нижний Новгород).
Память
В его честь названа одна из улиц Нижнего Новгорода. По реке Волге ходит буксир «Герой Самочкин». В спортивной школе СДЮШОР № 7 проводится ежегодный Всероссийский баскетбольный турнир среди юниоров имени Героя.